# Buchenegger Wasserfälle

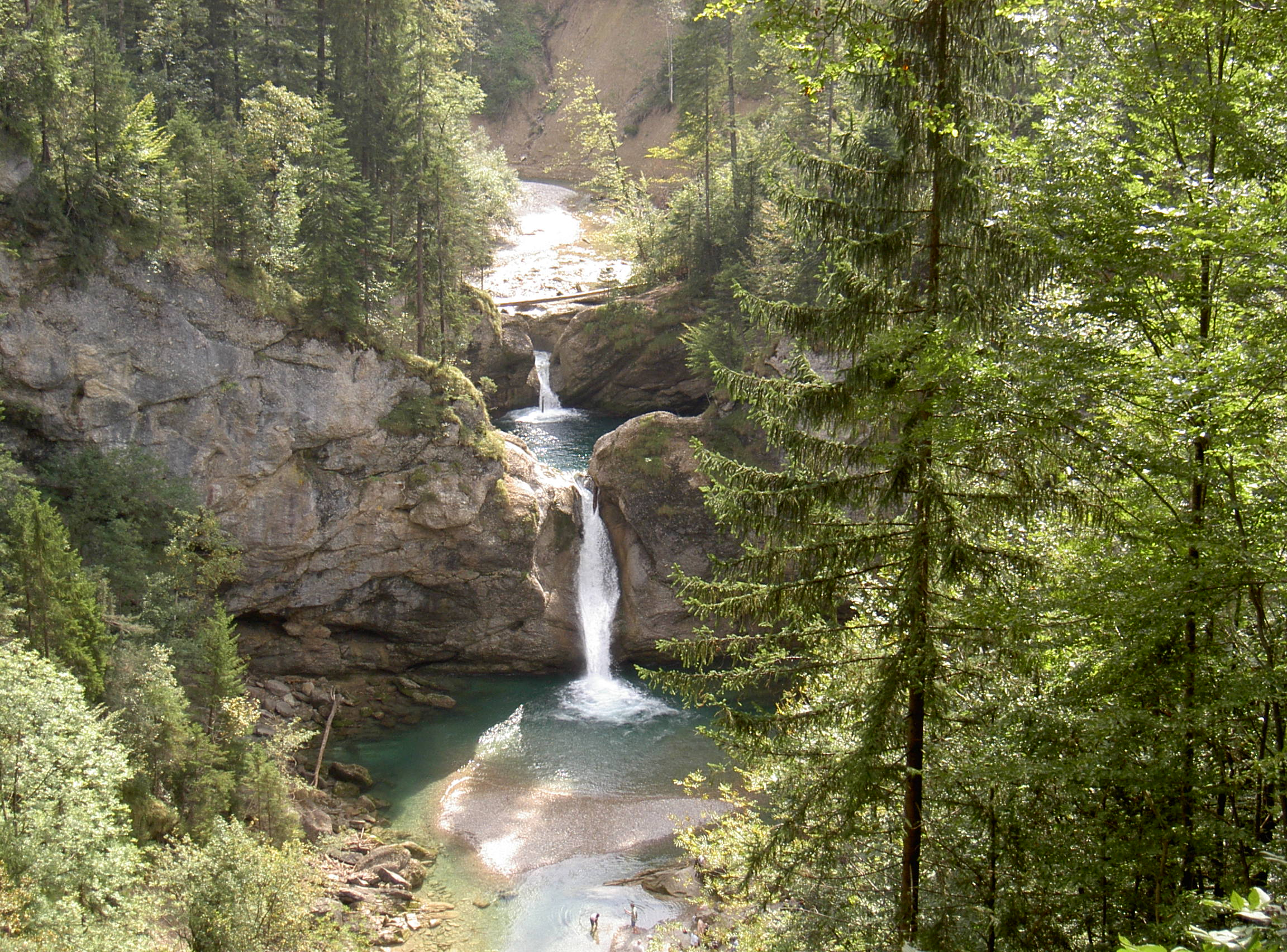
Buchenegger Wasserfälle von oben

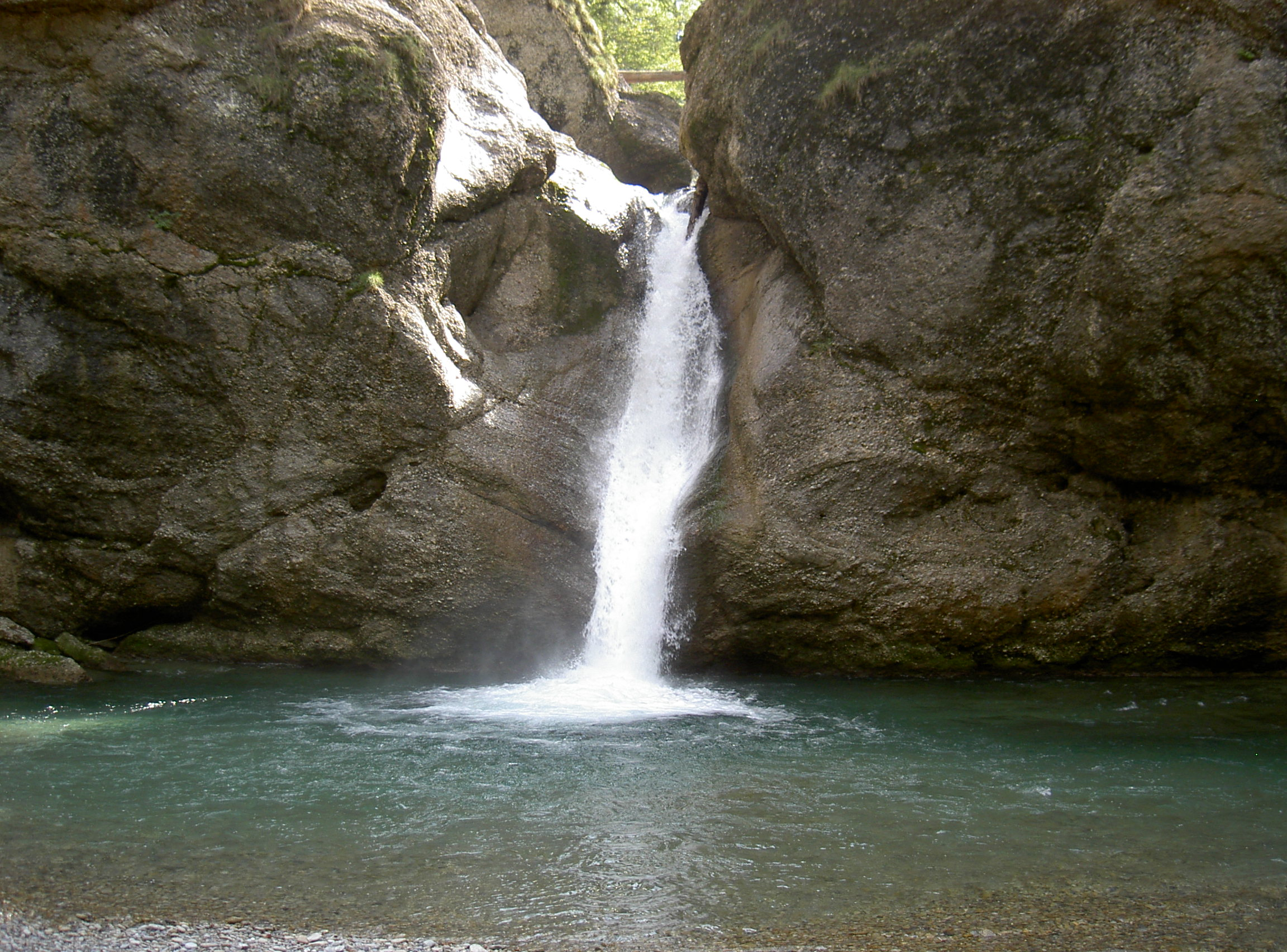
Der große Wasserfall

Buchenegger Wasserfälle im Winter (um 1935)

Die Buchenegger Wasserfälle der Weißach liegen zwischen Steibis und Buchenegg, in der Gemarkung Aach im Allgäu der Gemeinde Oberstaufen, an der Grenze zur Gemarkung Oberstaufen, die hier vom rechten Flussufer gebildet wird. Sie gehören zum Geopark Allgäu, welcher zwischen Bodensee und dem Illertal liegt. In diesem sind die schönsten Geo-Ziele im Allgäu zusammengefasst. Weitere Geotope im Landkreis Oberallgäu sind die Breitachklamm, der Eistobel, die Starzlachklamm und der Steigbachtobel.
Die Buchenegger Wasserfälle sind vom Bayerischen Landesamt für Umwelt als wertvolles Geotop (Geotop-Nummer: 780R043) ausgewiesen.

## Gumpenspringen
In Bayern, insbesondere im Allgäu, hat sich der Begriff „Gumpenspringen“ oder auch „Gumpenjucken“ fest als Synonym für das Klippenspringen etabliert. Dieser Extremsport erfreut sich dort so großer Popularität, dass der Bayerische Rundfunk einen Beitrag darüber ausstrahlte: "Wir in Bayern – Gumpenspringen an den Buchenegger Wasserfällen". Die höchste Absprungstelle liegt gut 30 Meter über dem Wasser. Durch den schwankenden Wasserstand und das zunehmende Verkiesen des unteren Beckens sind Sprünge dort stets mit Risiken verbunden. Weitere beliebte Sprungplätze sind der Ammerdurchbruch (Scheibum) bei Saulgrub und die Gumpen am Sylvensteinspeicher.

## Trivia
- Am 18. Juli 2014 kam eine 19-jährige amerikanische Studentin in den Wasserfällen ums Leben.[5]
- Am 17. August 2016 kamen ein 17-jähriger Flüchtling und ein 31-jähriger Betreuer, der ihn retten wollte, durch Ertrinken ums Leben.[6]
- Die Zufahrt zu den Buchenegger Wasserfällen ist für Kraftfahrzeuge gesperrt. Ebenso besteht keine Parkmöglichkeit in Buchenegg. Ausschließlich an den Parkplätzen der Bergbahnen, Hündlebahn und Imbergbahn, darf geparkt werden.